# ビー・バップ海賊版
『ビー・バップ海賊版』（ビー・バップかいぞくばん）は、まんひるめめおかによる日本の漫画。1989年から1995年まで「ヤングマガジン海賊版」他で連載された。
「週刊ヤングマガジン」にて連載されていた『ビー・バップ・ハイスクール』（著者：きうちかずひろ）のパロディ漫画。公式に関連作品として扱われているが、作中ではジョークとして、「盗作」「著作権完全無視」などと謳っている。全編がシュールなギャグで彩られ、後の本家の展開にも多大な影響を与えた。

## 主な登場人物
全キャラに共通するが、オムニバス形式の作品なので役どころはその都度変わる（いわゆるスター・システム）。

### 愛徳関係者
中間徹（トオル）
声 - 玄田哲章
本家から見る影もないほど壊れている（元々ギャグ要素も多い本家だが）。中年になってもシブい容姿を維持しており、扱いはヒロシほど酷くはないが、包茎だったり土下座してシンゴの娘に性交をせがむ情けない中年だったりする。老人期には「アラシ」と言う愛犬を連れて登場。若い娘の下着の匂いを嗅ぐと若返る超人でもあるが、アラシの肛門を嗅ぐと元に戻る。
加藤浩志（ヒロシ）
声 - 森功至
トオル以上に悲惨な役が多いが今日子と結婚できた話も結構あるのが救いである。中年期に入り頭は禿げ上がり、それがトレードマークに成っている。偶にカツラも愛用している。娘婿は「サル番長」だったりする。トオルと共に窓ガラスの清掃員になった事もある。
泉今日子
声 - 江森浩子
一応はヒロインの扱いであるが貞操は緩い。ヒロシとの間に1男1女が居るが貞操の緩さも遺伝している。息子はヤリチン、娘はヤリマンである。娘の婚約者は「サル番長」。
三原山順子
声 - 長畑由美
ヤクザの親分であるノブオの正妻だったり、ボディビルダーだったりする。
兼子信雄（ノブオ）
声 - 田中和実
本家とはヒロシとトオルとは立場が逆転してる話が多く、社長だったりヤクザの親分だったりする。従業員には立花や城東や北高のメンバーもおり、本作で一番日の目をみた人物である。
大前均太郎（キンタロー）
声 - 川津泰彦
サラリーマンとなり心労で激痩せした。その為に愛徳の同窓会ではヒロシと間違えられる。
川端純（ジュン）
こちらもサラリーマン役が多いが髪型と眉なしは変わってない。実は順子と同じくボディビルダーで酒を強要されると酔って相手の首を絞め、脱いでポージングをとる。愛徳の同窓会では眉毛を生やしていたが、かなり濃い。
黒田晋平（シンペー）
愛徳の同窓会では前頭部が禿げ上がっていた。トオル曰く「苦労している」とのこと。
水崎雅裕
刑事役に抜擢された時もある。自称「ブスが好きなサキちゃん」。
岩本裕尊
同じく刑事。
如月翔子
声 - 久川綾
めでたくトオルと結婚したが、嫉妬深くトオルが他の女性を観とれていると臀部を鋭利な刃物で刺すほどである。しかし、サラリーマンになったトオルに刺激を感じなくなり、離婚を迫る。泣きながら土下座するトオルも容赦なく見捨てた。身体は成長している。

### 北高関係者
前川新吾（シンゴ）
ノブオの会社の従業員。会社ではノブオに女を世話する以外は目立った行動はない。中年期に若い女性と性交して若返ったジュンとシンペーだが、シンゴは過度な回数の為に子供に戻ってしまった。娘の貞操を信じてトオルと賭けをしたが負けてしまった（娘にトオルが性交を希望し、交渉するという勝負）。ただ、絶倫番長は健在で相手が性転換したミノルでも構わないらしい。因みに本家でもミノルの姉を落とそうとした。本家のシンゴと同じく「俺は来るもの（ブスでも）は拒まん」との事である。

### 立花関係者
菊永淳一（キクリン）
声 - 屋良有作
同じくノブオの会社の従業員。中年期でも未だ独身であり、余りの薄幸さに耐えかねて、性転換したかつての舎弟のミノルと交際＆同棲を始める。
郷ミノル（ミノリ）
声 - 龍田直樹
同じくノブオの会社の従業員だがヒロシとトオルのアパートの保証人になってやったり性格の良さは本作でも健在である。その後、性転換し菊永と交際する。このネタが本家でミノルと同じ顔をした姉を登場させ菊永と交際するエピソードに繋がる。ミノリ曰く「化け物じゃないわよ」。

### 城東関係者
山田敏光（トシ）
声 - 佐藤正治
同じくノブオの会社の従業員。会社で浮気を公言してる他のメンバーに対して「奥さんや子供に申し訳ないとは思わんのか」と言う常識人。しかし、「アリサ」というキャバクラ嬢に入れ込んでおり、アリサを狙っていた社長のノブオと対立し暴行を加える。本人曰く「アリサは俺の命なんだ」とのことで浮気ではなく真剣らしい。
藤本輝夫（テル）
西と同じくチンピラとして登場。刑事である水崎と岩本に因縁を吹っ掛けるが、警察手帳を見せられてビビってしまう。吐いた唾を丁寧にストローで吸い取った。性転換してテルミという名前となって登場したこともある。
西
テルと同上。こちらは肛門でバナナを切る曲芸をみせ「良いアンコ（女性役の男性同性愛者）になれる」と言われた。

## OVA
本家とは別に、1991年から1993年にかけて東映VANIMEレーベルで『BE-BOP HIGHSCHOOL 海賊版』シリーズの題名でOVA化されている。全3巻。
- スタッフ
  - 原作（盗作）：まんひるめめおか
  - 監督：貝澤幸男
  - 企画：木内一雅
  - プロデューサー：高橋尚子
  - キャラクターデザイン・作画監督・原画：青山充
  - 美術監督：福田岳志
  - 音響監督：三間雅文
  - 製作：講談社・愛徳商事・東映ビデオ
  - 製作協力：東映動画
- 主題歌
  - 「BE A BADBOY」